# Когда-нибудь
«Когда-нибу́дь» — второй сингл российской хеви-метал группы «Чёрный Обелиск», который вышел на лейбле CD-Maximum 19 декабря 2006 году.

## История
Диск содержит концертное видео «Чёрного Обелиска» с презентации «Зелёного альбома» в CDK МАИ, в частности такие песни: «Тень», «Праздник слепоты», «Когда-нибудь», «По дороге старой», «Небо», «Мой мир», «Навсегда», «Джаzz».

## Список композиций
| №  | Название                                  | Текст песни        | Музыка                                               | Длительность |
| -- | ----------------------------------------- | ------------------ | ---------------------------------------------------- | ------------ |
| 1. | «Когда-нибудь» (alternative version)      | Г. Арустамьян      | В. Ермаков, Д. Борисенков, М. Светлов, Д. Захаренков | 3:52         |
| 2. | «Сон» (alternative version)               | Д.Борисенков       | В. Ермаков, Д. Борисенков, М. Светлов, Д. Захаренков | 3:18         |
| 3. | «Мой мир» (alternative version)           | Д.Борисенков       | В. Ермаков, Д. Борисенков, М. Светлов, Д. Захаренков | 3:42         |
| 4. | «Исход»                                   | Дмитрий Борисенков | Константин Селезнёв                                  | 3:37         |
| 5. | «Год за годом» (re-mixed version)         | Л.Плотников        | В. Ермаков, Д. Борисенков, М. Светлов, Д. Захаренков | 3:58         |
| 6. | «Когда-нибудь» (alternative live version) | Г. Арустамьян      | В. Ермаков, Д. Борисенков, М. Светлов, Д. Захаренков | 3:51         |

## Участники записи

### Основной состав
- Дмитрий Борисенков - вокал, гитара
- Михаил Светлов - гитара
- Даниил Захаренков - бас-гитара
- Владимир Ермаков - ударные

### Приглашённые участники
- Валерий Кипелов - вокал (1, 6)
- Майкл Анджело Батио - соло-гитара (2)
- Олег Жиляков - вокал (3)
- Фактор Страха - инструментальная поддержка (4)
- Лекс Плотников - ремикс (5)